# Costa d'Oro svedese
La Costa d'oro svedese fu una colonia svedese fondata nel 1650 nel golfo di Guinea nei territori dell'Africa Occidentale oggi facenti parte dello Stato del Ghana.

## Geografia
La colonia all'epoca contemplò unicamente alcuni piccoli insediamenti posti intorno al Cabo Corso (oggi Cape Coast) lungo la costa del golfo di Guinea nei territori poi facenti parte della Costa d'Oro britannica.
La colonia si compose di forti e punti di smercio (dette fattorie):
- Fort Carolusborg (detto anche Karlsborg o Cape Coast Castle), odierna Cape Coast, fu sotto amministrazione svedese dal 22 aprile 1650 al gennaio (o febbraio) 1658 e poi di nuovo dal 10 dicembre 1660 al 22 aprile 1663;
- Fort William (detto anche Annamabo), odierna Anomabu, fu sotto amministrazione svedese dal 1650 al 1657;
- Fort Batenstein (detto anche Batensteyn), odierna Butri vicino Sekondi-Takoradi, fu sotto amministrazione svedese dal 1650 al 1656;
- Fort Christiansborg (detto anche Fort Frederiksborg e Osu Castle), odierna Osu, quartiere della capitale Accra, fu sotto amministrazione svedese dal 1652 al 1658;
- Fort Witsen (detto anche Taccorari), odierna Sekondi-Takoradi, fu sotto amministrazione svedese dal 1653 al 1658;
- Fort Apollonia, odierna Beyin, fu sotto amministrazione svedese dal 1655 al 1657;
- Gemoree;
- Accara.

## Lista dei governatori della colonia
Ognuno dei tre amministratori svedesi della colonia ebbe un differente titolo:
- Direttore: Hendrik Carloff, 22 aprile 1650 - 1656
- Governatore: Johan Filip von Krusenstierna, 1656 - Febbraio 1658, 1659 - 1660
- Comandante: Tönnies Voss, 16 - 22 aprile 1663

## Storia

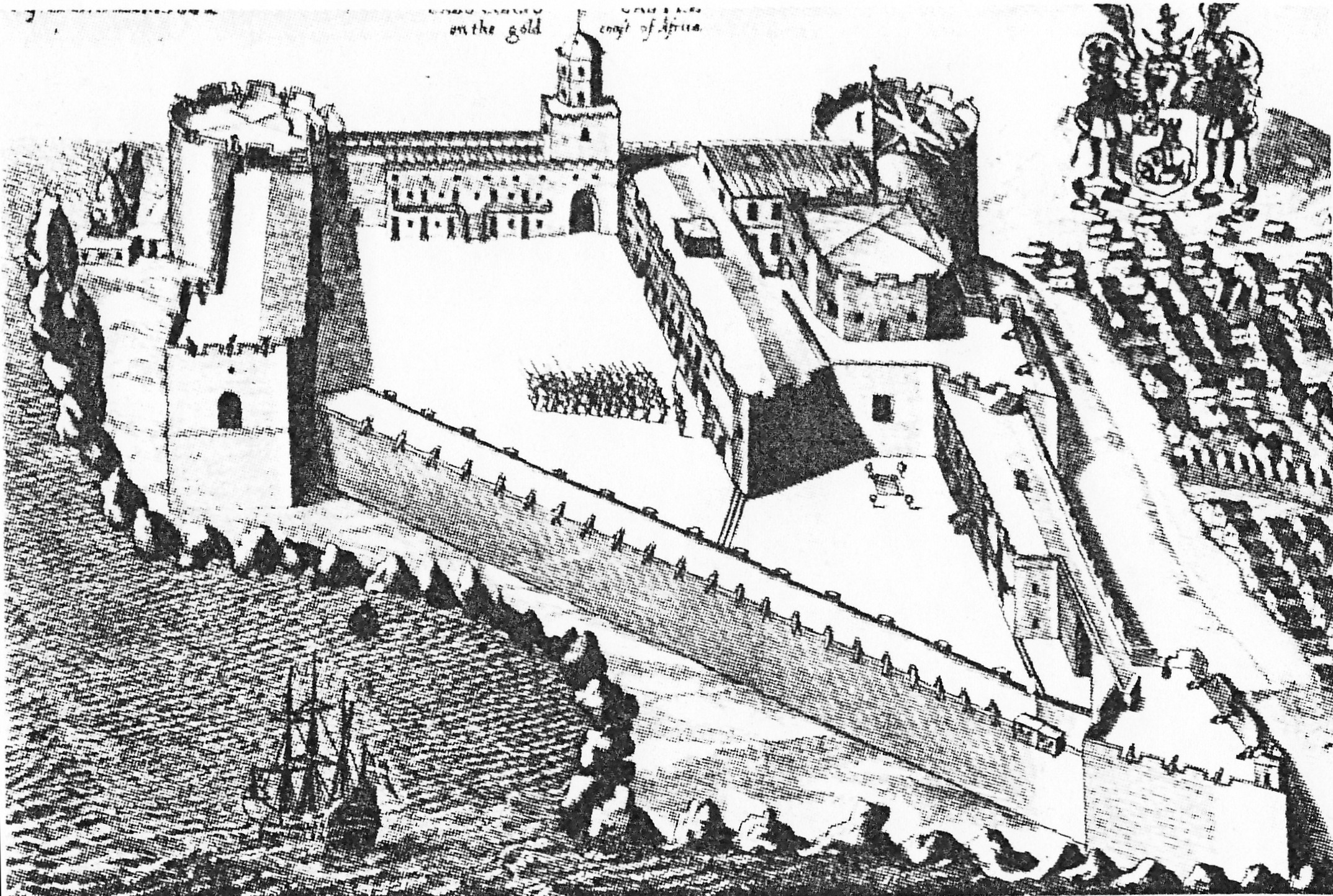
Fort Carolusborg, costruito su iniziativa di Carloff

A seguito della fondazione della Compagnia Svedese per l'Africa nel 1649, una spedizione sotto il comando di Hendrik Carloff fu inviata in Africa l'anno successivo. Carloff firmò un trattato, a nome della Compagnia, con il re di Futu (o Feta) con il quale acquisiva alcune zone della regione. il 22 aprile 1650 fu ufficialmente fondata la colonia della Costa d'Oro svedese e Carloff ne divenne il primo amministratore.
Nel 1656 Johan Filip von Krusenstierna fu nominato Governatore della colonia. Questo fatto fece infuriare Carloff il quale lasciò Cabo Corso per poi ritornare e sbarcare il 27 gennaio 1658 dalla nave danese "Glückstadt". Fort Carlsborg fu conquistato e divenne parte della colonia della Costa d'Oro danese.
Il re Carlo X Gustavo di Svezia fece di questo fatto uno dei motivi scatenanti della guerra contro la Danimarca. Con il trattato di Copenaghen del 1660 Cabo Corso ritornò sotto il controllo svedese. Nonostante questo trattato si scoprì che un socio di Carloff, tal Schmidt aveva per suo conto venduto nel 1659 la colonia ai Paesi Bassi ed era poi sparito con il denaro.
Ma presto le popolazioni locali si ribellarono al nuovo dominio riuscendo a liberarsene. Nel dicembre 1660 il re di Futu offrì di nuovo agli Svedesi il controllo dell'area. Fu dunque inviata una nuova spedizione che riprese il controllo della colonia. Von Krusenstierna fu nominato nuovamente governatore. Ma questa nuova dominazione durò per un breve periodo.
Il 20 aprile 1663 Fort Carlsborg e la capitale Fort Christiansborg furono conquistati dai Danesi, che li annessero alla Costa d'Oro danese, dopo un lungo assedio nel quale i difensori furono guidati dall'ultimo "governatore" (in verità avente il titolo di comandante) Tönnies Voss.

## Fonti e bibliografia
- F. Angeletti, Le avventure coloniali minori, Edizioni Simple, Macerata 2009 ISBN 9788862591102